# Static Prevails
Static Prevails è il secondo album in studio del gruppo musicale punk rock statunitense Jimmy Eat World, pubblicato nel 1996.

## Tracce
1. Thinking, That's All – 2:52
2. Rockstar – 3:48
3. Claire – 3:40
4. Call It in the Air – 3:01
5. Seventeen – 3:34
6. Episode IV – 4:29
7. Digits – 7:29
8. Caveman – 4:35
9. World Is Static – 3:57
10. In the Same Room – 4:57
11. Robot Factory – 3:59
12. Anderson Mesa – 5:14

## Formazione
- Jim Adkins - chitarra, voce
- Zach Lind - batteria, fisarmonica, concertina
- Rick Burch - basso, cori
- Tom Linton - chitarra, voce